# Helden van Toen
Helden van Toen is een radioprogramma van de NTR dat sinds februari 2010 iedere zaterdag wordt uitgezonden om 18.15 uur op Radio 5. In het programma staat iedere week een bekende Nederlander van vroeger centraal. Presentator Ben Kolster gaat met zijn gast terug in de tijd om het recente verleden van Nederland weer tot leven te brengen.
In de week van 10 september 2012 werden vijf afleveringen van Zomerhelden van Toen uitgezonden op Nederland 2. Eerder, in september 2011, werden 15 afleveringen van TV-Helden van Toen uitgezonden op Nederland 2 in het kader van 60 jaar Nederlandse televisie.
De begin- en eindmelodie van het programma is On Her Majesty's Secret Service van John Barry, afkomstig uit de gelijknamige James Bondfilm uit 1969.

## Gasten

### A
- Willem Aantjes
- Christel Adelaar
- Lars Andersson
- Eli Asser

### B
- George Baker
- John Bernard
- Bernlef
- Jan Blaauw
- IJf Blokker
- Jon Bluming
- Gerard van den Boomen
- Ruud Bos
- Joop Braakhekke
- Ria Bremer
- Hans van Breukelen
- Frans Bromet
- Eef Brouwers
- Dik Bruynesteyn

### C
- Thijs Chanowski

### D
- Rudolf Das
- Frans Derks
- Sjoukje Dijkstra
- Diana Dobbelman
- Wieteke van Dort
- Cisca Dresselhuys
- Wilma Driessen

### E
- Max van Egmond
- Herman Emmink
- Tonny Eyk
- Hans Eijsvogel

### F
- Mient Jan Faber
- Jan Fillekers

### G
- Bas de Gaay Fortman
- Til Gardeniers
- Harrie Geelen
- Henk van der Grift
- Ferry de Groot
- Roland de Groot

### H
- Oscar Harris
- Gerda Havertong
- Eugènie Herlaar
- Herman Hertzberger
- Aad van den Heuvel
- Rijk Hoedt
- Hans Hoekman
- Ferry Hoogendijk
- Henk van der Horst
- Bep van Houdt
- Chiem van Houweninge
- Henk Hovinga

### J
- Penney de Jager
- Jan Janssen

### K
- Getty Kaspers
- René van de Kerkhof
- Yvonne Keuls
- Catherine Keyl
- Patty Klein
- Hans Knoop
- Peter Koelewijn
- Dolph Kohnstamm
- Ada Kok
- Mimi Kok
- Jeroen Krabbé
- Piet van der Kruk
- Hennie Kuiper

### L
- John Lanting
- Hannie van Leeuwen
- Fong Leng
- Thomas Lepeltak
- Wibo van de Linde
- Will Luikinga

### M
- Kees van der Maas
- Donald de Marcas
- Clous van Mechelen
- Henk Mochel
- Marie-Cécile Moerdijk
- Chiel Montagne

### N
- Tineke de Nooij
- Eric Nordholt
- Joost Nuissl

### O
- Wubbo Ockels
- Fred Oster

### P
- Reinier Paping
- Dick Passchier
- Bram Peper
- Koos Postema
- Sonja van Proosdij

### R
- Rob van Reijn
- Theo Reitsma
- Toby Rix
- Edwin Rutten

### S
- Ageeth Scherphuis
- Luud Schimmelpennink
- Will Simon
- Piet Smolders
- Awraham Soetendorp
- Rudolf Spoor
- Bram Stemerdink
- Herman Stok
- Sjaak Swart

### T
- Jan Terlouw
- Thé Tjong-Khing

### V
- Ria Valk
- Feike ter Velde
- Emmy Verhey
- Nico Verlaan
- Conny Vink

### W
- Ruud ter Weijden
- Frans Weisglas
- Ivo de Wijs

### Z
- Goos Zwanikken
- Jan Zwartkruis